# 刘墩遗址
刘墩遗址，是位于中国安徽省合肥市肥东县店埠镇刘墩村的一个商周时期古遗址，2012年入选第五批肥东县文物保护单位。
刘墩遗址面积4476平方米，呈墩台型，文化层堆积厚度约1—3米，采集到的文物主要有饰以绳纹的夹砂灰陶片，以鬲、罐、豆、簋为主要器形，2016年，因肥东包公大道东延新建工程的规划线路占用遗址2797平方米，安徽省文物考古研究所遂对被占用的区域进行抢救性发掘，并清理出一批遗迹，发现遗址内还有清朝时期的墓葬，以及周朝时期的灰坑、灰沟等。